# The Legacy
The Legacy var en gruppe wrestlere i wrestlingorganisationen World Wrestling Entertainment, der wrestler på RAW-brandet. 
Gruppen bliver ledet af Randy Orton og består desuden også af Cody Rhodes og Ted DiBiase. To andre wrestlere, Manu og Sim Snuka, har tidligere været associateret med gruppen før den officielt blev dannet. 
Idéen bag gruppen er, at alle medlemmerne er anden- eller tredjegenerations wrestlere, og navnet The Legacy er en reference til den arv inden for wrestling, som gruppens medlemmer har med sig. 
Rhodes og DiBiase har tidligere vundet WWE's World Tag Team Championship, mens de har hjulpet Randy Orton med at vinde Royal Rumble 2009, samt WWE Championship. 
 Der er for få eller ingen kildehenvisninger i denne artikel, hvilket er et problem. Du kan hjælpe ved at angive troværdige kilder til de påstande, som fremføres i artiklen.

| Sport | Spire Denne artikel om sport er en spire som bør udbygges. Du er velkommen til at hjælpe Wikipedia ved at udvide den. |